# 貝露莎
《貝露莎》，是一部由Studio Pierrot製作的日本魔法少女動畫片集。在1984年於日本電視台播映，全48集。
台灣由台視於1986年8月22日至1987年6月12日播映；而香港無綫電視翡翠台於1986年。

## 概要
Studio Pierrot繼《魔法小天使》之後製作的第二部魔法少女動畫，屬Pierrot魔法少女系列第二作，為系列中唯一有漫畫原著的作品。此外，本作也是系列中唯一採用專業聲優為女主角配音的作品。
原著為青沼貴子所作的少女漫畫《我愛貝露莎！》（ペルシャがすき!），除了女主角同樣設定為從非洲歸來的野生兒之外，不含任何與動畫版關聯要素。動畫版除了有少數外型類似漫畫版的人物出現在劇中之外，內容幾乎和漫畫版不同，可視為另外原創的作品。但連載漫畫的雜誌仍將本作視為《我愛貝露莎！》的動畫版。漫畫版在動畫開始播放時，也有些情節致敬並採用動畫版的設定。
劇情剛開始是承襲甜甜仙子「拯救魔法之國的使命」的王道路線，以原本魔法少女動畫的對象年齡層為主。但後半與前作《魔法小天使》一樣，重心漸移到贝露莎的內心與周遭人物的心情描寫。

## 劇情內容
女主角贝露莎是在非洲出生成長的野生兒，於11歲的夏天回到雙親所在的日本。在往日本的飛機上被吸入異世界Lovely Dream，妖精請她「收集愛的能量以拯救Lovely Dream」，並賦予她使用魔法的力量。
如一般小學生天真的贝露莎，21集知道妖精公主與人類的悲戀，明白魔法並非萬能而逐漸成長。贝露莎知道自己對雙胞胎兄弟阿學與阿力皆有好感，但看到阿學與女同學親密相處，才知道自己喜歡的是阿學。
Lovely Dream的危機解除後，阿學及阿力決定去非洲，贝露莎知道自己喜歡阿學，決定不再靠魔法繼續生活下去。

## 魔法
使用魔法可變身成各行各業的專家。吟唱咒文，魔法手杖會從髮箍中飛出，揮舞手杖並吟唱咒文，身體會成長並自動穿著適合該職業的衣裝。21集追加作為小道具的項鍊，手杖也於34集改變造型，並追加手環。
Lovely Dream將被賦予魔法的贝露莎視為妖精公主的代理人，變身後的外表是妖精公主的模樣。雖然內在仍是贝露莎，但精神面稍微成熟，說話用語也像個大人。此外，若一年之內無法集滿愛的能量，或是變身時被別人發現，會受到「所愛的人變成女性」的處罰。
魔法還能將在非洲的雄獅子帶回日本，但副作用是獅子變成肥貓。48話可將玩具鋼琴變成真正的鋼琴。
劇情終盤妖精公主復活，贝露莎的任務解除，妖精們也回到Lovely Dream，但留下最後一次使用魔法的機會給贝露莎。

## 登場角色

### 人類世界
速水贝露莎
聲：富永美衣奈，香港粵語配音：樂蔚，台灣配音：李直平
本作的女主角。在非洲出生，由阿學及阿力的爺爺扶養長大，11歲的夏天回日本途中，Lovely Dream的妖精委託她收集愛的能量。
在非洲和動物一起長大，運動神經超群，百米用8秒就可跑完，這設定是採用自漫畫原作。
室井學
香港：學仁；台灣舊譯作古亞倫
聲：難波圭一，香港粵語配音：馮志潤
貝露莎的青梅竹馬，雙胞胎兄弟的哥哥。性格文靜，參加網球社並擔任學生會長。和弟弟都受到女同學喜愛，興趣是作模型。
室井力
香港：力奇；台灣舊譯作古亞達
聲：水島裕，香港粵語配音：馮錦堂
貝露莎的青梅竹馬，雙胞胎兄弟的弟弟。與哥哥相反，性格火爆不服輸。參加美式足球社。
森巴
聲：香港粵語配音：梁耀昌
速水英樹
聲：野島昭生，香港粵語配音：盧國權
贝露莎的父親，38歲，以前和妻子同住於非洲。回國後夫妻倆經營貝露莎商店。非常溺愛贝露莎。
速水久美
聲：高島雅羅，香港粵語配音：區瑞華
贝露莎的母親，32歲。
御友小夜
香港：小玲；台灣舊譯作美月
聲：島津冴子，粵語配音：黃麗芳
阿力的青梅竹馬14歲。學生會文化部代表。雖然不討厭阿力但無法率直表達，彼此不停吵架。
室井剛健
聲：藤本讓，香港粵語配音：金雷
阿學及阿力的爺爺，知名動物學家，將贝露莎扶養長大。從年輕時就熱愛動物的溫和人物。
真鍋代代子
聲：稀代櫻子，香港粵語配音：梁緻盈
贝露莎的同班女同學。由於暗戀阿學因而將贝露莎視為情敵。
篠川紀信
聲：淵崎有里子，香港粵語配音：曾慶珏
贝露莎的同班同學。懷疑變身後的贝露莎身分，一直跟蹤想揭發她。
冬木冬太
聲：深見梨加，香港粵語配音：方煥蘭
贝露莎的同班同學。身材肥胖。
澤木研二
聲：井上和彥，香港粵語配音：林保全
知名的年輕作曲家。一年前與妖精公主相遇，被她拜託作曲。愛上了經常來幫忙的妖精公主，並拜託她為完成的曲子作詞。雖然妖精公主答應了卻突然失蹤。一年後赴美國，一時回國將變身後的貝露莎誤認為妖精公主，拜託贝露莎為一年前的曲子作詞。

### 妖精界
哈哈（聲：千葉繁），香港粵語配音：袁淑珍
監視贝露莎的三隻小河童之一，穿橘色T恤。愛吃摻辣椒的黃瓜。
（聲：三田友子），香港粵語配音：周婉侶
監視贝露莎的三隻小河童之一，帶著粉紅色的小肩包。愛吃摻美乃滋的黃瓜。
（聲：龜山助清），香港粵語配音：林丹鳳
監視贝露莎的三隻小河童之一，脖子戴著紅色蝴蝶結。愛吃摻番茄醬的黃瓜。
（聲：菅谷政子）
Lovely Dream的居民。31集因魔法手杖損壞，為贝露莎帶來新的魔法手杖，之後留在人類世界。為收集愛的能量不擇手段，由於不負責任又笨拙常常惹麻煩。
妖精（聲：麻上洋子），香港粵語配音：姚天麗
Lovely Dream的妖精。為尋找Lovely Dream的救世主，將魔法託付給贝露莎。
妖精公主（聲：岡本舞子（19集）→山本百合子（47集）），香港粵語配音：孫明貞
Lovely Dream的妖精。一年前為拯救冰凍的Lovely Dream收集愛的能量而來到人類世界。委託澤木製作孕育愛與夢想的曲子而愛上他。但感於人類無法與妖精結合而閉鎖心靈陷入沉眠。

## 製作人員
- 製作：布川郁司
- 原案：青沼貴子（集英社 週刊マーガレット連載《我愛貝露莎》）
- 片頭動畫：江村豐秋、加藤鏡子
- 片尾動畫：古瀬登、洞澤由美子
- 構成：富田祐弘
- 人物設定：岸義之
- 標題設計：杉澤英樹
- 製作擔當：津布久仁子
- 副製作人：深草禮子
- 美術監督：中村光毅、三浦智
- 音響監督：藤山房伸
- 攝影監督：杉村重郎
- 音樂：馬飼野康二
- 監督：安濃高志
- 製作人：堀越徹、大野實、伏川政明
- 製作・著作：日本電視台、Studio Pierrot

## 主題曲

### 片頭曲
（1集～31集）
作詞－佐藤純子／作曲・編曲－馬飼野康二／主唱－岡本舞子
台灣首播版本採用本曲之純音樂；重播版則保留人聲。
（32集～48集）
作詞－秋元康／作曲－古田喜昭／編曲－馬飼野康二／主唱－MIMA
台灣版主題曲
「貝露莎」
作詞－唐嘉蔚、蘇怡君、游佩鈺、胡雪怡／作曲－楊元豐

### 片尾曲
「Lovely Dream」（1集～31集）
作詞－佐藤純子／作曲・編曲－馬飼野康二／主唱 - 岡本舞子
（32集～48集）
作詞－佐藤純子／作曲・編曲－馬飼野康二／主唱－富永美衣奈
Music Clip - 「ESCAPE!」
作詞－柚木美祐／作曲－家原正嗣／編曲 - 山中紀昌／主唱－太田貴子
1999年萬代影視用來發售LD-BOX的特典映像，與新作動畫片段同時製作。

## 播映
日本
- 播放時間：每周五18:00－18:30
- 播放日期：1984年7月6日－1985年5月31日

台灣
譯名：
- 播放時間：逢周五18:00－18:30
- 播放日期：1986年8月22日－1987年6月12日
- 電視台：台視

本作為台灣無線電視台播映的四部Pierrot魔法少女系列中，唯一一部沿用原有片頭畫面與主題曲的作品（但片尾曲仍有另外製作中文版，其他三部皆另外製作中文片頭主題曲），但礙於當時行政院新聞局規定電視節目不得出現日文，因此日文歌詞與字幕皆被刪除，只留下動畫和主題歌伴唱帶音樂，但仍有許多觀眾對片頭主題曲「見知らぬ国のトリッパー」留下深刻印象。巧合的是同年9月12日華視開始播放《魔法小天使》，但不久調整至和《貝露莎》同一時段播映，形成同系列的魔法少女動畫在同時段對打的情況。
台灣八大戲劇台經重新配音和翻譯後，於2003年8月24日再度播出本片，之後不定期重播。
香港
譯名：《我愛莎莎》
- 播放年份：1986年11月14日至87年1月16日
- 電視台：無綫電視翡翠台